# Hans Schjellerup
Hans Carl Frederik Christian Schjellerup (ved dåben Schiellerup) (8. februar 1827 i Odense – 13. november 1887 i København) var en dansk astronom og orientalist.
Han blev ikke student, men gennemgik Den polytekniske Læreanstalt og ansattes 1851 ved observatoriet i København. Fra 1854 var han tillige lærer i matematik ved Søofficersskolen og fra 1851 i tegning ved Den polytekniske Læreanstalt. I Schjellerups første astronomiske tid var observatoriet på taget af Rundetårn, og der var derfor liden anledning til at anstille observationer. Schjellerup benyttede da sin tid fornemmelig til regnearbejde og udgav: Tycho Brahe’s Originalobservationer benyttede til Banebestemmelse af Kometen 1580 (1856). Men da observatoriet var flyttet till Østervold, gik Schjellerup straks i gang med et større observationsarbejde med meridiancirklen: Stjernefortegnelse indeholdende 10000 Positioner af teleskopiske Fiksstjerner mellem — 15° og + 15° Deklination (1864).
Schjellerup kastede sig nu over studiet af østerlandske sprog og udgav på grundlag af to manuskripter fundne i Sankt Petersburg og København Al-Sûfis uranometri: Description des Étoiles Fixes, composées au milieu du dixième siècle de notre ère par l'Astronøme Persan Abd-al-Rahman al-Sûfi (1874). Ved siden heraf nævnes hans Recherches sur l’Astronomie des Anciens i Tidsskriftet Copernicus (1881). Af Schjellerups øvrige astronomiske publikationer gav hans Catalog der rothen isolirten Sterne (1866, Leipzig 1874) Secchi materialer til dennes fjerde spektraltype. Han udgav Genäherte Oerter (für 1855) der Fixsterne, von welchen Beobachtungen in Bände 1—66 der Astronomischen Nachrichten enthalten sind (Leipzig 1867) og udarbejdede 1870 for Det Store Nordiske Telegraf-Selskab et kinesisk håndleksikon.
Schjellerup skrev Populær Astronomi (1855), redigerede almanakken 1858—88, grundede 1859 sammen med Tychsen Mathematisk Tidsskrift og deltog 1865 i længdebestemmelsen Oslo—Stockholm—København. Ved sin død efterlod han sig forarbejder til et persisk og kinesisk leksikon. 1873 blev Schjellerup medlem af Videnskabernes Selskab i København, 1879 af Royal Astronomical Society i London. 1865 blev han titulær professor og 1874 Ridder af Dannebrog. Han er begravet på Solbjerg Parkkirkegård.